# Jericho Brown

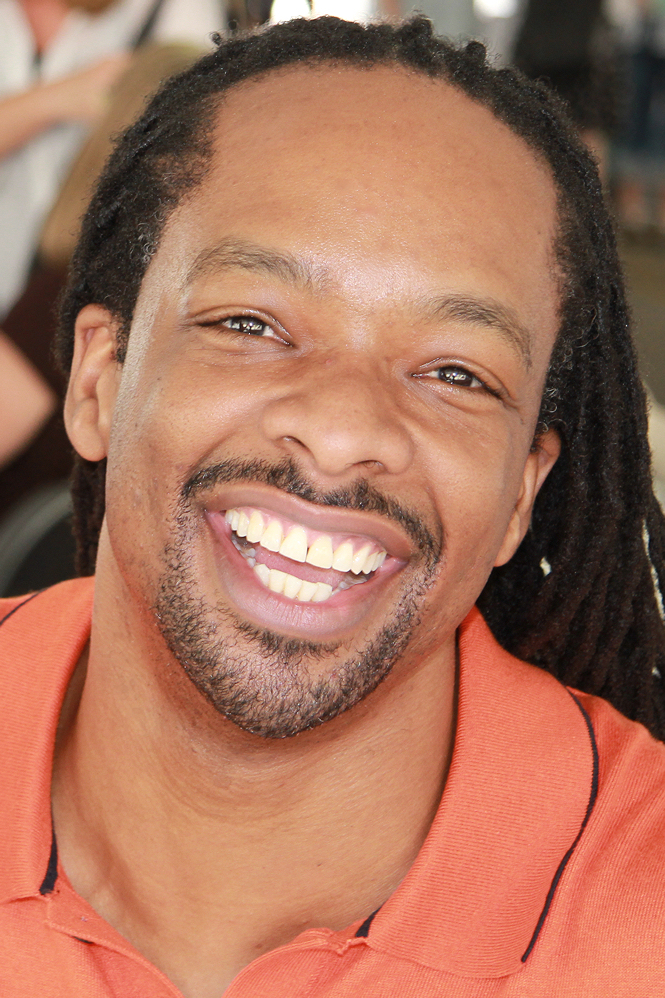
Jericho Brown, 2014

Jericho Brown (* 14. April 1976 in Shreveport, Louisiana) ist ein US-amerikanischer Schriftsteller und Dichter.

## Leben
Brown studierte an der Dillard University, an der University of New Orleans und an der University of Houston. Als Autor veröffentlichte er mehrere Werke und Gedichte. 2011 erhielt Brown das 2011 National Endowment for the Arts Fellowship for Poetry. Seine Gedichte erschienen in Zeitschriften wie The Iowa Review, Jubilat, The Nation, New England Review, The New Republic, Oxford American, The New Yorker, Enkare Review und The Best American Poetry.
Brown war von 2002 bis 2007 Lehrbeauftragter am Englischen Institut der University of Houston, im Frühjahr 2009 Gastprofessor am MFA-Programm der San Diego State University und Assistenzprofessor für Englisch an der University of San Diego. Er ist außerordentlicher Professor für Englisch und Direktor des Creative Writing Program an der Emory University in Atlanta, Georgia.

## Politische Einstellungen
Im Oktober 2024 gehörte Brown zu den Unterzeichnern eines Aufrufs zum Boykott israelischer Kulturinstitutionen, „die an der überwältigenden Unterdrückung der Palästinenser mitschuldig sind oder diese stillschweigend beobachtet haben“.

## Werke (Auswahl)

### Bücher
- Please (Neue Ausgaben Poesie & Prosa, 2008), ISBN  978-1-930974-79-1
- The New Testament, (Copper Canyon Press, 2014), ISBN 978-1-55659-457-1
- The Tradition, (Copper Canyon Press, 2019), ISBN 9781556594861

### Gedichte
- Thrive, Oxford American, Oktober 2014
- Elegy, Rumpus, Mai 2009
- Rick, AGNI, März 2007
- To Be Seen, The Missouri Review

## Auszeichnungen und Preise (Auswahl)
- 2024: MacArthur Fellowship
- 2021: Mitglied der American Academy of Arts and Sciences[3]
- 2020: Pulitzer-Preis 2020 für Poesie für The Tradition
- 2016: Guggenheim-Stipendium
- 2015: Anisfield-Wolf Book Award für The New Testament
- 2011: National Endowment for the Arts Stipendium für Poetry
- 2009: American Book Award
- 2009: Whiting Award
- 2009–2010: Stipendium am Radcliffe Institut für Advanced Study der Harvard University